# 1952 v športu
1952 v športu. 
Olimpijsko leto. Poletne OI so se odvijale v Helsinkih, Finska, zimske OI pa v Oslu, na Norveškem. 

## Avto - moto šport
- Formula 1: Alberto Ascari, Italija, za Ferrari, je slavil s šestimi zmagami in 36 točkami
- 500 milj Indianapolisa: slavil je Troy Ruttman, ZDA, z bolidom Kuzma/Offenhauser, za moštvo J. C. Agajanian[1]

## Kolesarstvo
- Tour de France 1952: Fausto Coppi, Italija
- Giro d'Italia: Fausto Coppi, Italija

## Košarka
- NBA: Minneapolis Lakers slavijo s 4 proti 3 v zmagah nad New York Knicks[2]
- Olimpijske igre, moški - ZDA so osvojile zlato pred srebrno Sovjetsko Zvezo, bron je šel v Urugvaj[3]

## Smučanje
- Alpsko smučanje: 
  - Alpsko smučanje na Zimskih olimpijskih igrah - Oslo 1952: 
    - Moški:
    - Slalom: Othmar Schneider, Avstrija
    - Veleslalom: Stein Eriksen, Norveška
    - Smuk: Zeno Colò, Italija
    - Ženske:
    - Slalom: Andrea Mead-Lawrence, ZDA
    - Veleslalom: Andrea Mead-Lawrence, ZDA
    - Smuk: Trude Jochum-Beiser, Avstrija

- Nordijsko smučanje: 
  - Smučarski skoki na Zimskih olimpijskih igrah - Oslo 1952: 
    - zlato je osvojil Arnfinn Bergmann, Norveška, srebro Torbjørn Falkanger, Norveška, bron pa Karl Holmström, Švedska

## Tenis
- Moški: 
  - Odprto prvenstvo Avstralije: Ken McGregor, Avstralija [4]
  - Odprto prvenstvo Anglije - Wimbledon: Frank Sedgman, Avstralija[5]
- Ženske: 
  - Odprto prvenstvo Avstralije: Thelma Coyne Long, Avstralija[6]
  - Odprto prvenstvo Anglije - Wimbledon: Maureen Connolly Brinker, ZDA[7]
- Davisov pokal: Avstralija slavi s 4-1 nad ZDA[8]

## Hokej na ledu
- NHL - Stanleyjev pokal: Detroit Red Wings slavijo s 4 proti 0 v zmagah nad Montreal Canadiens
- Olimpijske igre: 1. Kanada, 2. ZDA, 3. Švedska

## Rojstva
- 5. januar: Jiří Králík, češki hokejist
- 24. februar: Sharon Walsh-Arnold, ameriška tenisačica
- 29. februar: Raisa Smetanina, ruska smučarska tekačica
- 25. april: Vladislav Tretjak, ruski hokejist
- 3. maj: Danilo Pudgar, slovenski smučarski skakalec
- 11. maj: Monika Kaserer, avstrijska alpska smučarka
- 20. julij: Ian Ferguson, novozelandski kajakaš
- 24. julij: Sandra Wayne »Sandy« Poulsen, ameriška alpska smučarka
- 31. julij: Helmuts Balderis, latvijski hokejist
- 6. avgust: Wojciech Fortuna, poljski smučarski skakalec
- 17. avgust: Nelson Piquet, brazilski dirkač formule 1
- 2. september: Jimmy Connors, ameriški tenisač
- 13. september: Ingrid Schmid-Gfölner, avstrijska alpska smučarka
- 12. oktober: Lars Lindgren, švedski hokejist
- 14. oktober: Nikolaj Jefimovič Andrianov, ruski telovadec
- 1. november: Zmago Sagadin, slovenski košarkarski trener
- 26. november: Aleksander Golikov, ruski hokejist
- 26. november: Wendy Turnbull, avstralska tenisačica

## Smrti
- 26. oktober: Myrtle McAteer, ameriška tenisačica (* 1878)